# 拜龙卡蒂

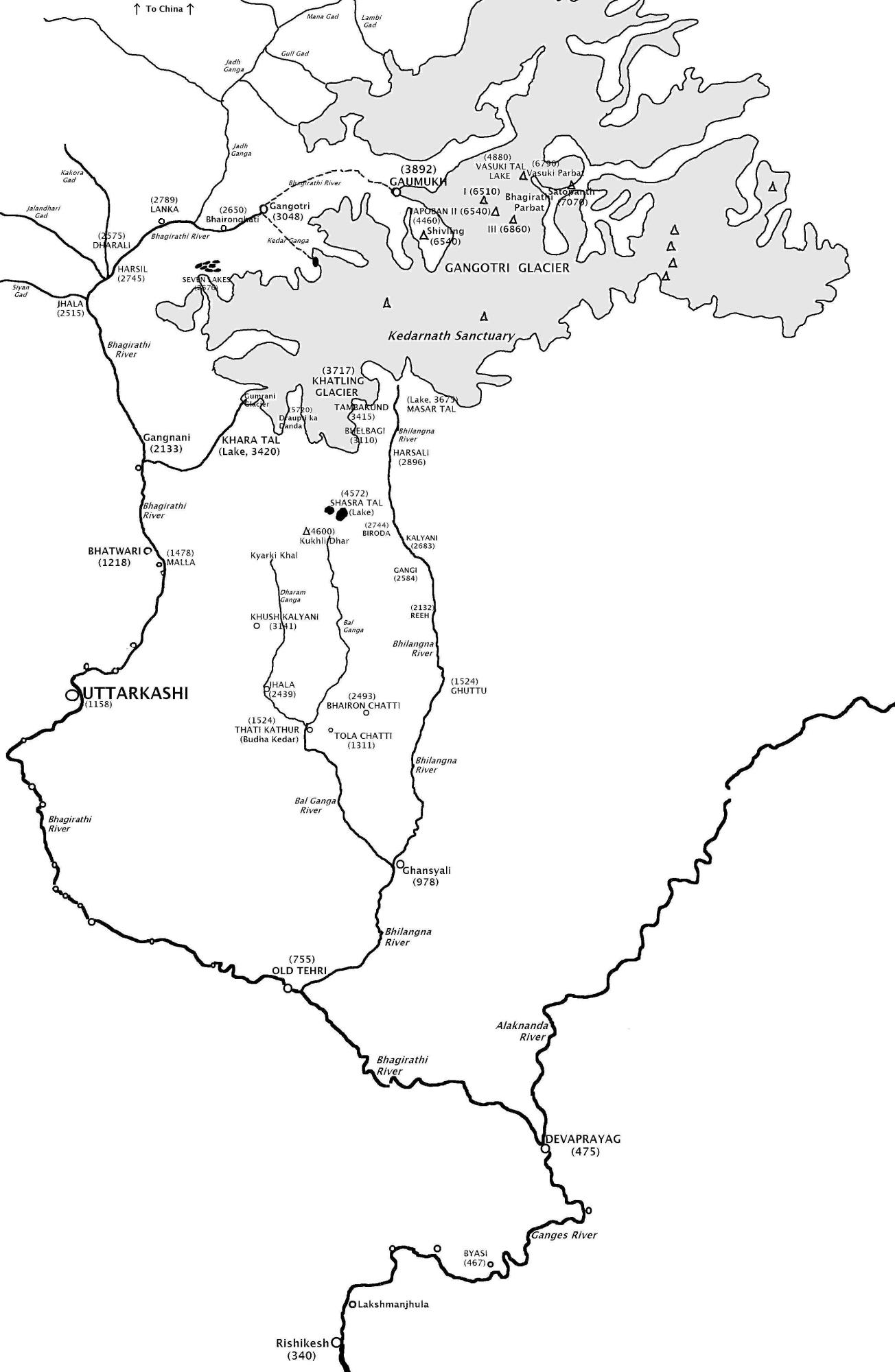
甲扎岗噶河河口位置示意图

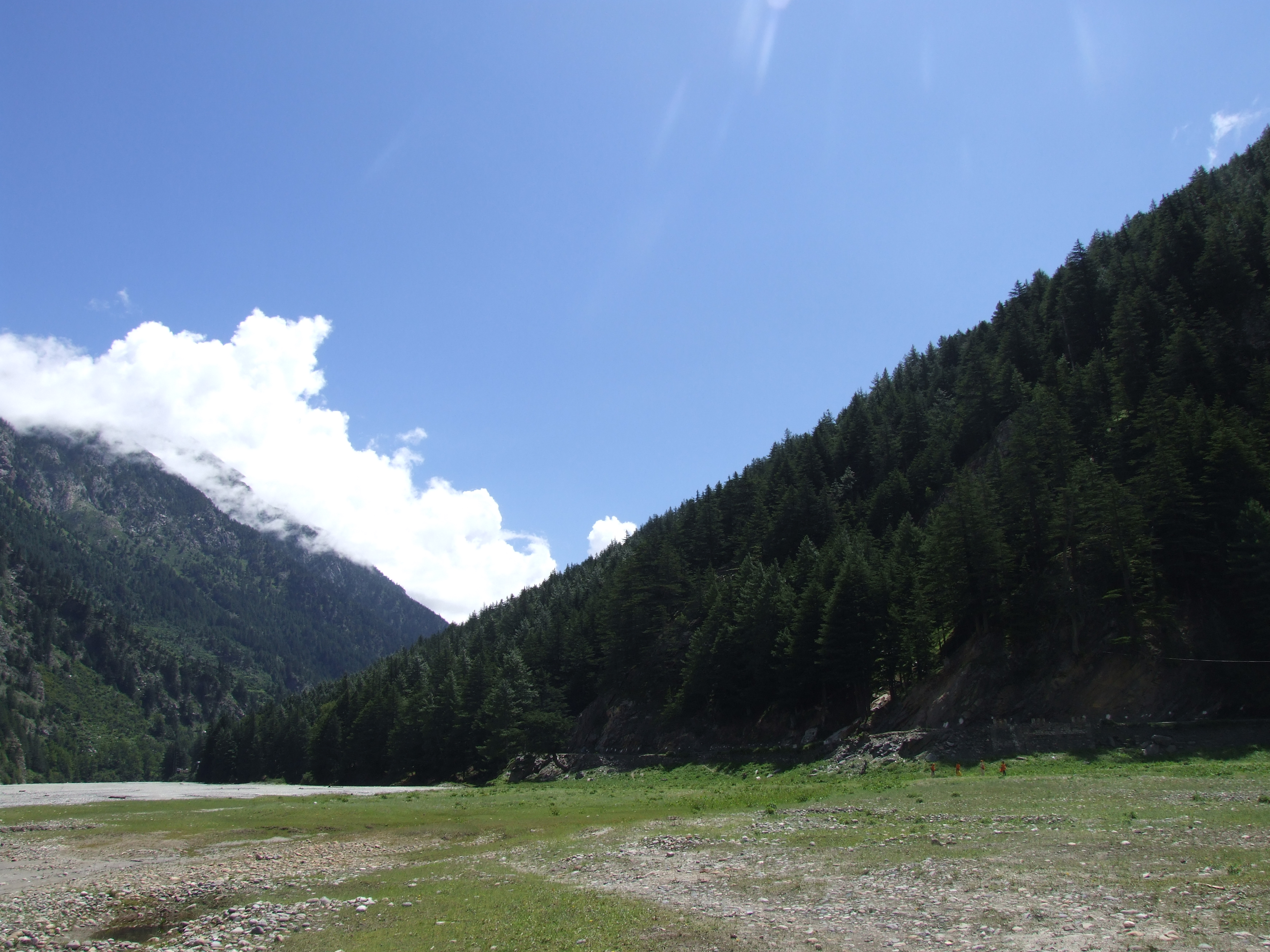
拜龙卡蒂附近风光

拜龙卡蒂(Bhaironghati；Bhairon Ghati ；31°01′46″N 78°52′07″E / 31.02944°N 78.86861°E )是印度北阿坎德邦北卡什县的一个小村子，甲扎岗噶河在此地与恒河的主源巴吉拉蒂河汇合。甲扎岗噶河在其末段深切形成深涧，拜龙卡蒂桥跨过此深涧，号称印度距离河面最高的桥 。印度108国道经此桥通往根戈德里冰川以及与中国有领土争议的桑、葱莎、波林三多地区。